# Eerste divisie 1995/96
Het seizoen 1995/96 van de Nederlandse Eerste divisie had AZ als kampioen. De club uit Alkmaar promoveerde daarmee naar de Eredivisie. Via de nacompetitie wist niemand van de zes Eerste divisionisten te promoveren.
Net als in de Eredivisie ging de puntentelling voor het eerst uit van 3 punten per overwinning en 1 punt voor een gelijkspel.

## Reguliere competitie

### Deelnemende teams
| Club               | Plaats           | Accommodatie        | Capaciteit | Trainer                                           |
| ------------------ | ---------------- | ------------------- | ---------- | ------------------------------------------------- |
| AZ                 | Alkmaar          | Alkmaarderhout      | 8.914      | Theo Vonk                                         |
| BV Veendam         | Veendam          | De Langeleegte      | 13.000     | Jan Schulting                                     |
| Cambuur Leeuwarden | Leeuwarden       | Cambuurstadion      | 13.500     | Han Berger                                        |
| Dordrecht'90       | Dordrecht        | Krommedijk          | 12.000     | Lex Schoenmaker Cees van den Bosch                |
| Eindhoven          | Eindhoven        | Jan Louwers Stadion | 4.500      | Rob Jacobs                                        |
| Emmen              | Emmen            | Meerdijk            | 12.000     | Azing Griever                                     |
| Excelsior          | Rotterdam        | Woudestein          | 11.000     | Hans van der Pluijm                               |
| FC Den Bosch       | 's-Hertogenbosch | De Vliert           | 25.000     | Chris Dekker                                      |
| FC Den Haag        | Den Haag         | Zuiderparkstadion   | 11.000     | Theo Verlangen                                    |
| FC Zwolle          | Zwolle           | Oosterenkstadion    | 15.000     | Piet Schrijvers                                   |
| Helmond Sport      | Helmond          | De Braak            | 4.200      | Jan Pruijn Willem Leushuis (a.i.)                 |
| Heracles '74       | Almelo           | Bornsestraat        | 8.000      | Dick Buitelaar Jan van Staa                       |
| HFC Haarlem        | Haarlem          | Jan Gijzenkade      | 2.250      | Ben Hendriks                                      |
| MVV                | Maastricht       | De Geusselt         | 11.000     | Frans Körver                                      |
| RBC                | Roosendaal       | De Luiten           | 5.900      | Wim Koevermans Bram Braam (a.i.)                  |
| Telstar            | Velsen-IJmuiden  | Schoonenberg        | 18.000     | Cor Pot                                           |
| TOP Oss            | Oss              | TOP-stadion         | 2.500      | Adrie Koster                                      |
| VVV                | Venlo            | De Koel             | 20.000     | Jan Versleijen Eelco Schattorie (a.i.) Joop Brand |

### Eindstand
| pos | club               | gs | w  | g  | v  | pnt | dv | dt | ds  |
| --- | ------------------ | -- | -- | -- | -- | --- | -- | -- | --- |
| 1.  | AZ                 | 34 | 21 | 10 | 3  | 73  | 64 | 26 | 38  |
| 2.  | Emmen              | 34 | 18 | 13 | 3  | 67  | 71 | 39 | 32  |
| 3.  | FC Den Bosch       | 34 | 15 | 13 | 6  | 58  | 51 | 36 | 15  |
| 4.  | BV Veendam         | 34 | 16 | 10 | 8  | 58  | 48 | 35 | 13  |
| 5.  | VVV                | 34 | 15 | 12 | 7  | 57  | 55 | 33 | 22  |
| 6.  | Cambuur Leeuwarden | 34 | 15 | 12 | 7  | 57  | 49 | 32 | 17  |
| 7.  | Dordrecht'90       | 34 | 14 | 12 | 8  | 54  | 62 | 45 | 17  |
| 8.  | SC Heracles '74    | 34 | 14 | 8  | 12 | 50  | 56 | 50 | 6   |
| 9.  | Telstar            | 34 | 13 | 11 | 10 | 50  | 42 | 38 | 4   |
| 10. | Haarlem            | 34 | 14 | 3  | 17 | 45  | 47 | 53 | -6  |
| 11. | MVV                | 34 | 10 | 12 | 12 | 42  | 41 | 46 | -5  |
| 12. | TOP Oss            | 34 | 8  | 15 | 11 | 39  | 46 | 50 | -4  |
| 13. | RBC                | 34 | 11 | 6  | 17 | 39  | 35 | 51 | -16 |
| 14. | FC Zwolle          | 34 | 7  | 12 | 15 | 33  | 37 | 43 | -6  |
| 15. | FC Den Haag        | 34 | 8  | 7  | 19 | 31  | 39 | 60 | -21 |
| 16. | Excelsior          | 34 | 8  | 5  | 21 | 29  | 42 | 72 | -30 |
| 17. | Eindhoven          | 34 | 5  | 11 | 18 | 26  | 41 | 75 | -34 |
| 18. | Helmond Sport      | 34 | 6  | 4  | 24 | 22  | 35 | 77 | -42 |

#### Legenda
| Kleur | Kwalificatie voor                             |
| ----- | --------------------------------------------- |
|       | Promotie naar de Eredivisie                   |
|       | Nacompetitie voor promotie naar de Eredivisie |

### Uitslagen
|                    | AZ    | CAM   | DBO   | DHA   | D90   | EVV   | EMM   | EXC   | HFC   | HSP   | HER   | MVV   | RBC   | TEL   | TOP   | VEE   | VVV   | ZWO   |
| ------------------ | ----- | ----- | ----- | ----- | ----- | ----- | ----- | ----- | ----- | ----- | ----- | ----- | ----- | ----- | ----- | ----- | ----- | ----- |
| AZ                 |       | 0 – 0 | 0 – 0 | 1 – 1 | 2 – 2 | 4 – 0 | 1 – 2 | 3 – 0 | 1 – 0 | 3 – 0 | 2 – 0 | 2 – 1 | 4 – 0 | 1 – 0 | 2 – 2 | 3 – 0 | 1 – 0 | 1 – 0 |
| Cambuur Leeuwarden | 1 – 3 |       | 1 – 1 | 2 – 1 | 2 – 2 | 1 – 0 | 2 – 4 | 3 – 0 | 3 – 1 | 3 – 0 | 3 – 1 | 0 – 1 | 2 – 1 | 4 – 0 | 2 – 0 | 0 – 0 | 1 – 1 | 1 – 1 |
| FC Den Bosch       | 3 – 0 | 2 – 1 |       | 2 – 2 | 1 – 1 | 3 – 1 | 0 – 0 | 2 – 0 | 1 – 2 | 2 – 0 | 2 – 1 | 0 – 1 | 3 – 0 | 1 – 0 | 3 – 3 | 0 – 0 | 1 – 1 | 2 – 1 |
| FC Den Haag        | 1 – 3 | 0 – 1 | 1 – 2 |       | 1 – 3 | 2 – 1 | 2 – 2 | 4 – 1 | 0 – 2 | 3 – 1 | 0 – 1 | 2 – 1 | 3 – 0 | 1 – 0 | 1 – 0 | 3 – 3 | 2 – 3 | 2 – 0 |
| Dordrecht'90       | 1 – 1 | 1 – 1 | 3 – 2 | 2 – 0 |       | 2 – 1 | 1 – 1 | 3 – 3 | 2 – 0 | 4 – 0 | 1 – 1 | 1 – 0 | 2 – 1 | 1 – 2 | 3 – 0 | 2 – 0 | 0 – 1 | 1 – 1 |
| Eindhoven          | 3 – 3 | 0 – 1 | 2 – 2 | 1 – 1 | 2 – 2 |       | 3 – 6 | 4 – 1 | 5 – 1 | 2 – 1 | 3 – 3 | 2 – 2 | 0 – 3 | 2 – 2 | 0 – 4 | 1 – 2 | 0 – 4 | 1 – 0 |
| Emmen              | 0 – 2 | 1 – 1 | 1 – 1 | 5 – 1 | 3 – 2 | 3 – 1 |       | 5 – 1 | 4 – 2 | 2 – 0 | 2 – 2 | 0 – 0 | 1 – 0 | 3 – 1 | 3 – 0 | 2 – 2 | 1 – 1 | 2 – 1 |
| Excelsior          | 1 – 1 | 0 – 0 | 1 – 1 | 1 – 0 | 1 – 2 | 1 – 2 | 1 – 3 |       | 1 – 2 | 8 – 1 | 0 – 4 | 2 – 1 | 2 – 1 | 1 – 1 | 0 – 2 | 0 – 3 | 2 – 3 | 2 – 0 |
| Haarlem            | 0 – 1 | 1 – 2 | 3 – 4 | 2 – 0 | 3 – 2 | 2 – 1 | 2 – 4 | 4 – 0 |       | 1 – 0 | 0 – 2 | 2 – 0 | 3 – 1 | 2 – 0 | 1 – 1 | 1 – 2 | 0 – 2 | 2 – 0 |
| Helmond Sport      | 2 – 3 | 1 – 4 | 0 – 1 | 3 – 0 | 4 – 1 | 3 – 0 | 0 – 2 | 3 – 2 | 0 – 0 |       | 1 – 2 | 2 – 2 | 0 – 2 | 0 – 1 | 2 – 2 | 1 – 4 | 1 – 2 | 1 – 2 |
| SC Heracles '74    | 1 – 2 | 0 – 0 | 2 – 0 | 4 – 1 | 3 – 5 | 3 – 0 | 1 – 3 | 2 – 0 | 1 – 0 | 2 – 3 |       | 2 – 2 | 5 – 2 | 1 – 1 | 0 – 2 | 2 – 1 | 1 – 1 | 1 – 0 |
| MVV                | 0 – 3 | 2 – 0 | 2 – 0 | 3 – 1 | 1 – 1 | 0 – 0 | 1 – 1 | 5 – 3 | 0 – 1 | 2 – 0 | 3 – 0 |       | 2 – 2 | 1 – 1 | 2 – 1 | 1 – 1 | 1 – 1 | 0 – 0 |
| RBC                | 1 – 4 | 0 – 0 | 1 – 3 | 2 – 1 | 1 – 0 | 0 – 0 | 1 – 2 | 0 – 2 | 3 – 1 | 0 – 2 | 1 – 0 | 2 – 0 |       | 1 – 2 | 3 – 0 | 1 – 0 | 1 – 1 | 2 – 1 |
| Telstar            | 1 – 0 | 2 – 0 | 2 – 3 | 2 – 0 | 2 – 0 | 4 – 0 | 0 – 0 | 2 – 0 | 0 – 4 | 3 – 1 | 2 – 2 | 2 – 0 | 0 – 0 |       | 0 – 2 | 1 – 1 | 2 – 1 | 2 – 2 |
| TOP Oss            | 1 – 1 | 0 – 2 | 1 – 1 | 2 – 2 | 0 – 5 | 4 – 1 | 1 – 1 | 2 – 4 | 1 – 1 | 1 – 1 | 1 – 2 | 0 – 2 | 1 – 1 | 1 – 1 |       | 1 – 1 | 0 – 0 | 4 – 1 |
| BV Veendam         | 0 – 2 | 0 – 2 | 2 – 0 | 0 – 0 | 3 – 1 | 1 – 1 | 3 – 1 | 1 – 0 | 3 – 0 | 2 – 1 | 1 – 2 | 2 – 1 | 1 – 0 | 1 – 0 | 0 – 3 |       | 0 – 0 | 4 – 1 |
| VVV                | 1 – 3 | 4 – 2 | 0 – 2 | 2 – 0 | 1 – 1 | 3 – 0 | 1 – 0 | 2 – 0 | 3 – 1 | 4 – 0 | 3 – 2 | 6 – 0 | 0 – 1 | 0 – 0 | 1 – 3 | 0 – 2 |       | 1 – 1 |
| FC Zwolle          | 1 – 1 | 1 – 1 | 0 – 0 | 2 – 0 | 0 – 2 | 1 – 1 | 1 – 1 | 0 – 1 | 3 – 0 | 5 – 0 | 2 – 0 | 3 – 1 | 3 – 0 | 1 – 3 | 0 – 0 | 1 – 2 | 1 – 1 |       |

## Statistieken

### Topscorers
| #  | Naam               | Club               | Goal |
| -- | ------------------ | ------------------ | ---- |
| 1. | Michel van Oostrum | Emmen              | 26   |
| 2. | Harry van der Laan | Dordrecht'90       | 20   |
| 3. | Anthony Lurling    | FC Den Bosch       | 19   |
| 4. | Hendrie Krüzen     | AZ/SC Heracles '74 | 17   |
| 5. | Rini van Roon      | Telstar            | 14   |
|    | Gerald Sibon       | VVV                | 14   |
| 7. | Jay Driessen       | TOP Oss            | 12   |
|    | Folkert Velten     | SC Heracles '74    | 12   |
|    | Ger Schuman        | Helmond Sport      | 13   |
|    | Piet Keur          | AZ                 | 12   |
|    | Marinus Dijkhuizen | Excelsior          | 12   |

## Nacompetitie

### Groep A

#### Eindstand
| pos | club            | gs | w | g | v | pnt | dv | dt | ds |
| --- | --------------- | -- | - | - | - | --- | -- | -- | -- |
| 1.  | FC Volendam     | 6  | 6 | 0 | 0 | 18  | 10 | 2  | 8  |
| 2.  | SC Heracles '74 | 6  | 3 | 1 | 2 | 10  | 13 | 7  | 6  |
| 3.  | VVV             | 6  | 1 | 1 | 4 | 4   | 3  | 9  | -6 |
| 4.  | FC Den Bosch    | 6  | 0 | 2 | 4 | 2   | 2  | 10 | -8 |

#### Legenda
| Kleur | Kwalificatie voor            |
| ----- | ---------------------------- |
|       | Geplaatst voor de Eredivisie |

#### Uitslagen
|                 | DBO   | HER   | VOL   | VVV   |
| --------------- | ----- | ----- | ----- | ----- |
| FC Den Bosch    |       | 2 – 2 | 0 – 1 | 0 – 0 |
| SC Heracles '74 | 2 – 0 |       | 1 – 2 | 4 – 1 |
| FC Volendam     | 3 – 0 | 2 – 1 |       | 1 – 0 |
| VVV             | 2 – 0 | 0 – 3 | 0 – 1 |       |

### Groep B

#### Eindstand
| pos | club               | gs | w | g | v | pnt | dv | dt | ds  |
| --- | ------------------ | -- | - | - | - | --- | -- | -- | --- |
| 1.  | N.E.C.             | 6  | 5 | 0 | 1 | 15  | 12 | 4  | 8   |
| 2.  | BV Veendam         | 6  | 3 | 1 | 2 | 10  | 8  | 7  | 1   |
| 3.  | Emmen              | 6  | 3 | 0 | 3 | 9   | 10 | 8  | 2   |
| 4.  | Cambuur Leeuwarden | 6  | 0 | 1 | 5 | 1   | 2  | 13 | -11 |

#### Legenda
| Kleur | Kwalificatie voor            |
| ----- | ---------------------------- |
|       | Geplaatst voor de Eredivisie |

#### Uitslagen
|                    | CAM   | EMM   | NEC   | VEE   |
| ------------------ | ----- | ----- | ----- | ----- |
| Cambuur Leeuwarden |       | 0 – 1 | 0 – 1 | 2 – 2 |
| Emmen              | 4 – 0 |       | 2 – 3 | 2 – 1 |
| N.E.C.             | 2 – 0 | 3 – 1 |       | 3 – 0 |
| BV Veendam         | 3 – 0 | 1 – 0 | 1 – 0 |       |

AZ ·
Cambuur Leeuwarden ·
FC Den Bosch ·
FC Den Haag ·
Dordrecht '90 ·
Eindhoven ·
Emmen ·
Excelsior ·
Haarlem ·
Helmond Sport ·
Heracles '74 ·
MVV ·
RBC ·
Telstar ·
TOP Oss ·
BV Veendam ·
VVV ·
FC Zwolle
Eerste klasse

1955/56

Eerste divisie

1956/57 · 1957/58 · 1958/59 · 1959/60 · 1960/61 · 1961/62 · 1962/63 · 1963/64 · 1964/65 · 1965/66 · 1966/67 · 1967/68 · 1968/69 · 1969/70 · 1970/71 · 1971/72 · 1972/73 · 1973/74 · 1974/75 · 1975/76 · 1976/77 · 1977/78 · 1978/79 · 1979/80 · 1980/81 · 1981/82 · 1982/83 · 1983/84 · 1984/85 · 1985/86 · 1986/87 · 1987/88 · 1988/89 · 1989/90 · 1990/91 · 1991/92 · 1992/93 · 1993/94 · 1994/95 · 1995/96 · 1996/97 · 1997/98 · 1998/99 · 1999/00 · 2000/01 · 2001/02 · 2002/03 · 2003/04 · 2004/05 · 2005/06 · 2006/07 · 2007/08 · 2008/09 · 2009/10 · 2010/11 · 2011/12 · 2012/13 · 2013/14 · 2014/15 · 2015/16 · 2016/17 · 2017/18 · 2018/19 · 2019/20 · 2020/21 · 2021/22 · 2022/23 · 2023/24 · 2024/25

Eredivisie · Eerste divisie · Johan Cruijff Schaal · KNVB Beker · Play-offs